# Helge Sander

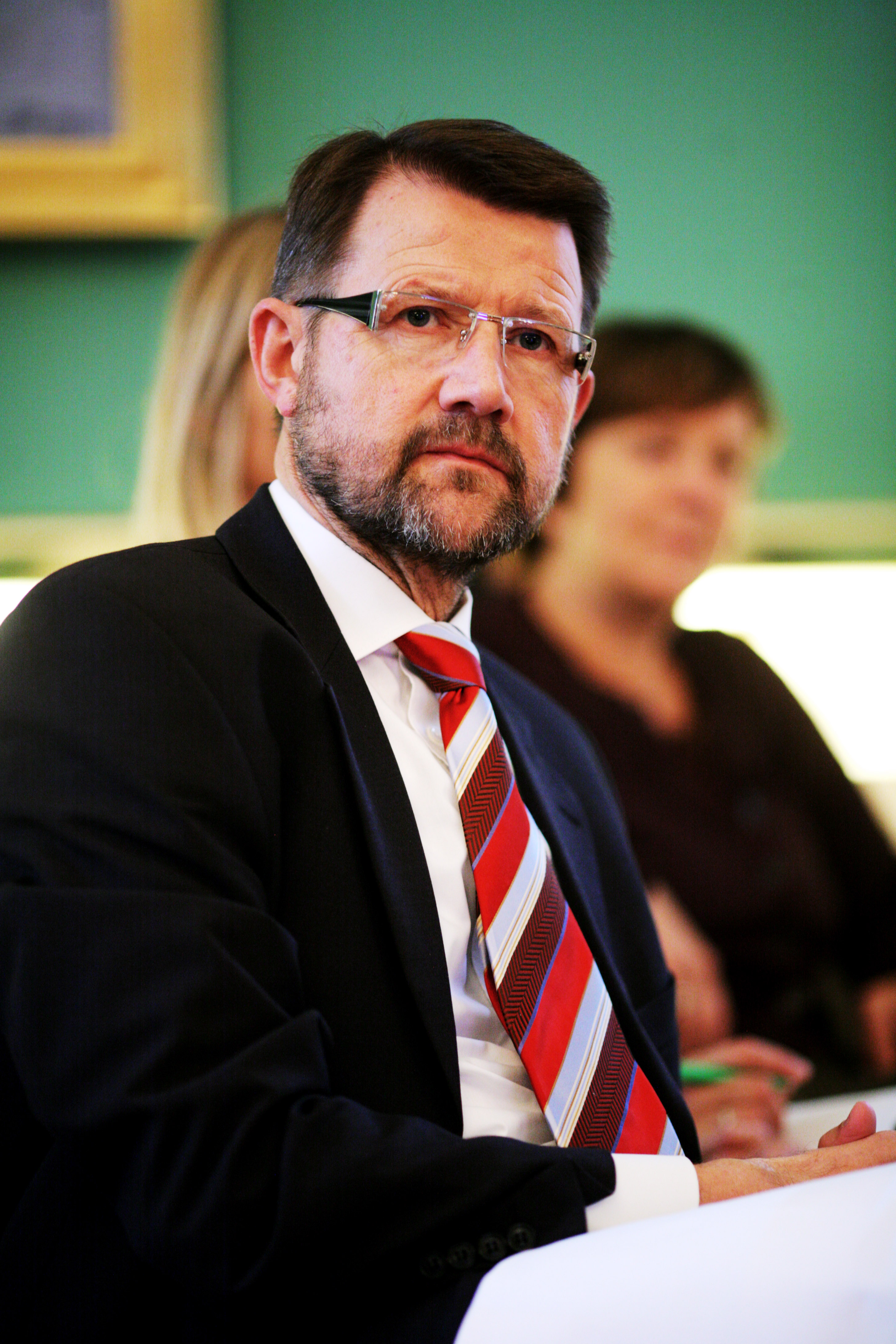
Helge Sander (2006)

Helge Mølsted Sander (* 27. August 1950 in Ørre) ist ein dänischer Politiker der Venstre und war zwischen 2001 und 2010 Minister seines Landes für Wissenschaft, Technologie und Forschung.

## Leben
Sanders Eltern waren der ehemalige Gutsbesitzer Ejnar Sander und dessen Frau Ingrid. 1968 legte er sein realeksamen an der Aulum Byskole ab und wurde anschließend bis 1971 beim Herning Folkeblad zum Journalisten ausgebildet. 1972 bis 1973 war Sander Journalist bei Morgenavisen Jyllands-Posten. 1973 bis 1977 arbeitete er als Veranstaltungschef für A/S Herning-Hallen. 1978 bis 1979 war er Direktor des Fußballklubs A/S Herning Fremad und anschließend bis 1981 arbeitete er als Sekretariatschef für die Divisionsforening for fodbold. 1982 bis 1987 war Sander Berater für Carlsberg in deren Marketingabteilung.
Zwischen dem 10. Januar 1984 und dem 15. September 2011 war Sander Folketingsabgeordneter für Venstre, zuerst für den Ringkøbing Amtskreds, dann für den Nordjyllands Amtskreds, zuletzt für den Nordjyllands Storkreds. Zwischendurch kandidierte er auch in anderen Wahlkreisen. Sander war Kandidat für die Europawahl 1994.
Zwischen dem 27. November 2001 und dem 23. Februar 2010 war Sander Minister für Wissenschaft, Technologie und Forschung.

## Auszeichnungen
- Ritterkreuz des Dannebrogordens[1]